# Barbaroni Stefánia ciprusi királyné
Barbaroni Stefánia (1217 – 1249. április 1./szeptember), névváltozata: Emelina, franciául: Stéphanie/Emeline de Barbaron/d'Arménie, görögül: Στεφανία της Αρμενίας, örményül: Ստեփանիա, latinul: Stephania/Emelina Armeniae, regina Cypri, örmény királyi hercegnő, ciprusi királyné. I. Hetum örmény király húga. A Szaven-Pahlavuni-dinasztia tagja.

## Élete
Apja Konstantin, Örményország régense, Barbaron és Partzerpert ura, bátyja I. Hetum örmény király.
Volt egy hasonló nevű nővére apja első házasságából,(idősebb) Stefánia (1200/05–1274 előtt), akinek a férje I. Konstantin (1180–1250), Lampron ura volt és 5 gyermeket szült.
Stefánia 1237-ben feleségül ment I. (Lusignan) Henrik ciprusi királyhoz, akinek a második felesége lett, de házasságuk gyermektelen maradt, ezért az özvegye újranősült, és feleségül vette Poitiers Plaisance abtiochiai hercegnőt, aki 1252-ben megszülte a várva-várt ciprusi trónörököst, Hugót, aki 1253-ban az apja, I. Henrik halála után II. Hugó néven Ciprus királya lett.

### Korabeli forrás
- Neumann, , Karl Friedrich (ford.). Vahram's Chronicle of the Armenian Kingdom in Cilicia, during the time of the Crusades (angol nyelven). London: Oriental Translation Fund (1831). Hozzáférés ideje: 2019. november 21.

### Szakirodalom
- Hill, George. A History of Cyprus (angol nyelven). Cambridge, England: Cambridge University Press (1948). Hozzáférés ideje: 2019. november 28.
- Kurkjian, Vahan M.. A History of Armenia (angol nyelven). New York: Armenian General Benevolent Union (1958). Hozzáférés ideje: 2019. november 21.
- Rudt de Collenberg, Wipertus Hugo: Les Lusignan de Chypre = EΠETHΡΙΣ 10, Nicosia, 1980.
- Rüdt-Collenberg, W. H.: The Rupenides, Hethumides and Lusignans: The Structure of the Armeno-Cilician Dynasties, Párizs, Klincksieck, 1963.